# 马尔·安德森
马尔克姆·詹姆斯·安德森 MBE（1935年3月3日—），澳大利亚男子网球运动员。他曾获得澳大利亚网球公开赛男子双打冠军、混合双打冠军。他于2000年入选国际网球名人堂。